# Plantel da WWE
WWE é uma promoção de luta livre profissional americana com sede em Stamford, Connecticut. Ela é de propriedade e operada pelo TKO Group Holdings, uma subsidiária controlada pela Endeavor Group Holdings. O plantel da WWE é composto por lutadores profissionais, gerentes, comentaristas de narração e de análise, locutores de ringue, entrevistadores, árbitros, treinadores, produtores, roteiristas e diversas outras funções. Executivos e membros do conselho também são listados.

## Visão geral
Em 2024, a WWE empregava mais de 800 funcionários em tempo integral como parte de suas operações comerciais, espalhados por seus três segmentos: Mídia, Eventos ao Vivo e Produtos de Consumo. Além disso, eles contratam outros fornecedores e prestadores de serviços. Como parte do segmento de eventos ao vivo da WWE, seus artistas são descritos como "contratantes independentes", com contratos para artistas que normalmente variam de curtos contratos de desenvolvimento a contratos plurianuais.

### Marcas
Desde a reintrodução da extensão da marca WWE em 2016, os artistas são atribuídos a uma das duas principais marcas do "plantel principal": Raw e SmackDown.
Uma terceira marca, NXT, foi originalmente designada como marca de desenvolvimento para o plantel principal. Em 2019 foi elevada à terceira marca principal do plantel. Mas em 2021, o programa de televisão semanal da marca foi reiniciado como "NXT 2.0", e a marca foi reintegrada ao seu status original como divisão de desenvolvimento para a escalação principal (Raw e SmackDown), embora desde então tenha abandonado o "2.0" nome.
Em 2025, a WWE introduziu uma quarta marca, chamada Evolve, que apresenta lutadores que estão começando seu treinamento no WWE Performance Center através do programa WWE NIL, assim como lutadores de promoções independentes que fazem parte do programa WWE ID, com o objetivo de avançar para o NXT.
Os performers do plantel principal aparecem principalmente no Monday Night Raw e Friday Night SmackDown, enquanto os lutadores em desenvolvimento aparecem no NXT e em seu programa suplementar NXT: Level Up. O programa Main Event da WWE - embora seja principalmente um programa suplementar da marca Raw - também apresenta periodicamente lutadores do NXT.
Os performers também podem aparecer em outras programações semanais de televisão da WWE, bem como em pay-per-views e em eventos ao vivo não televisionados.
O pessoal do sistema de desenvolvimento da WWE também é designado para treinar no Performance Center em Orlando, Flórida. Lutadores de desenvolvimento baseados no Reino Unido treinam no UK Performance Center em Londres, Inglaterra.

### Campeonatos
Na maioria das vezes, as marcas têm seus próprios campeonatos distintos, mas alguns títulos selecionados são compartilhados entre todas as marcas, como o Campeonato Speed da WWE para lutadores masculinos e o Campeonato de Duplas Femininas da WWE para lutadoras femininas.
Nota: Lutadores da WWE que detêm campeonatos da promoção irmã mexicana Lucha Libre AAA Worldwide (AAA) e da parceira norte-americana Total Nonstop Action Wrestling (TNA) também são reconhecidos.

## Plantel principal

### Raw

#### Divisão Masculina

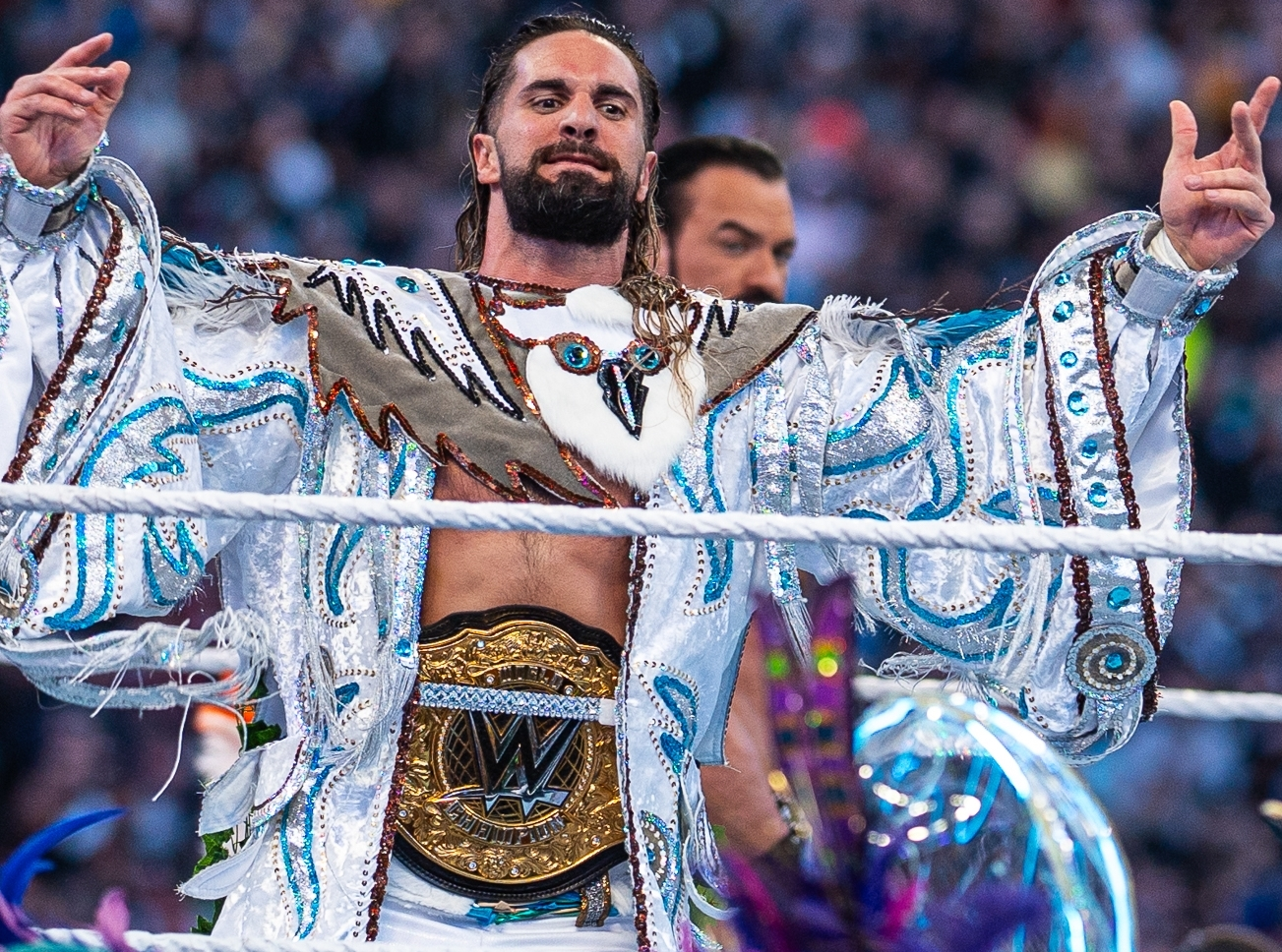
Seth Rollins

Dominik Mysterio

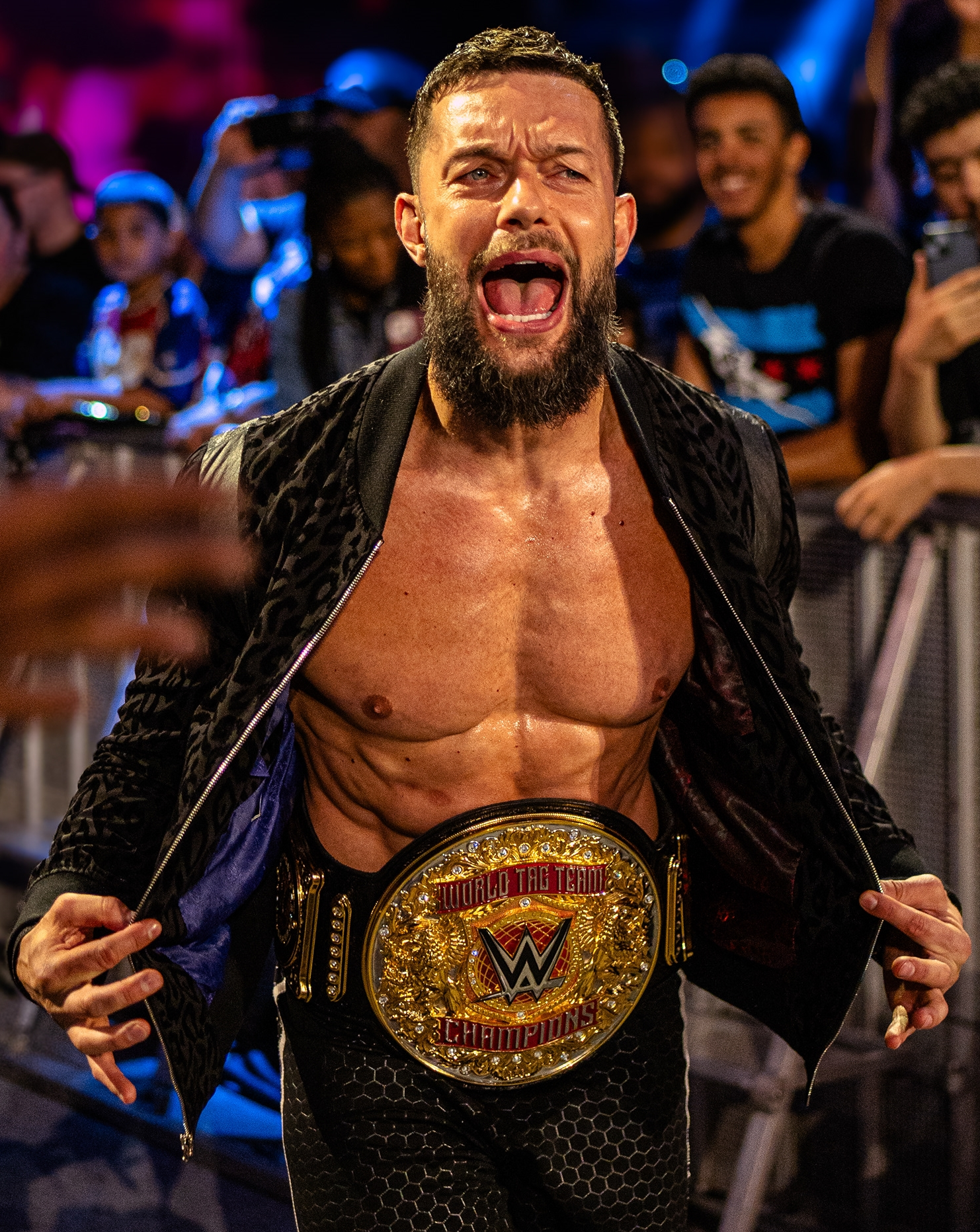
Finn Bálor

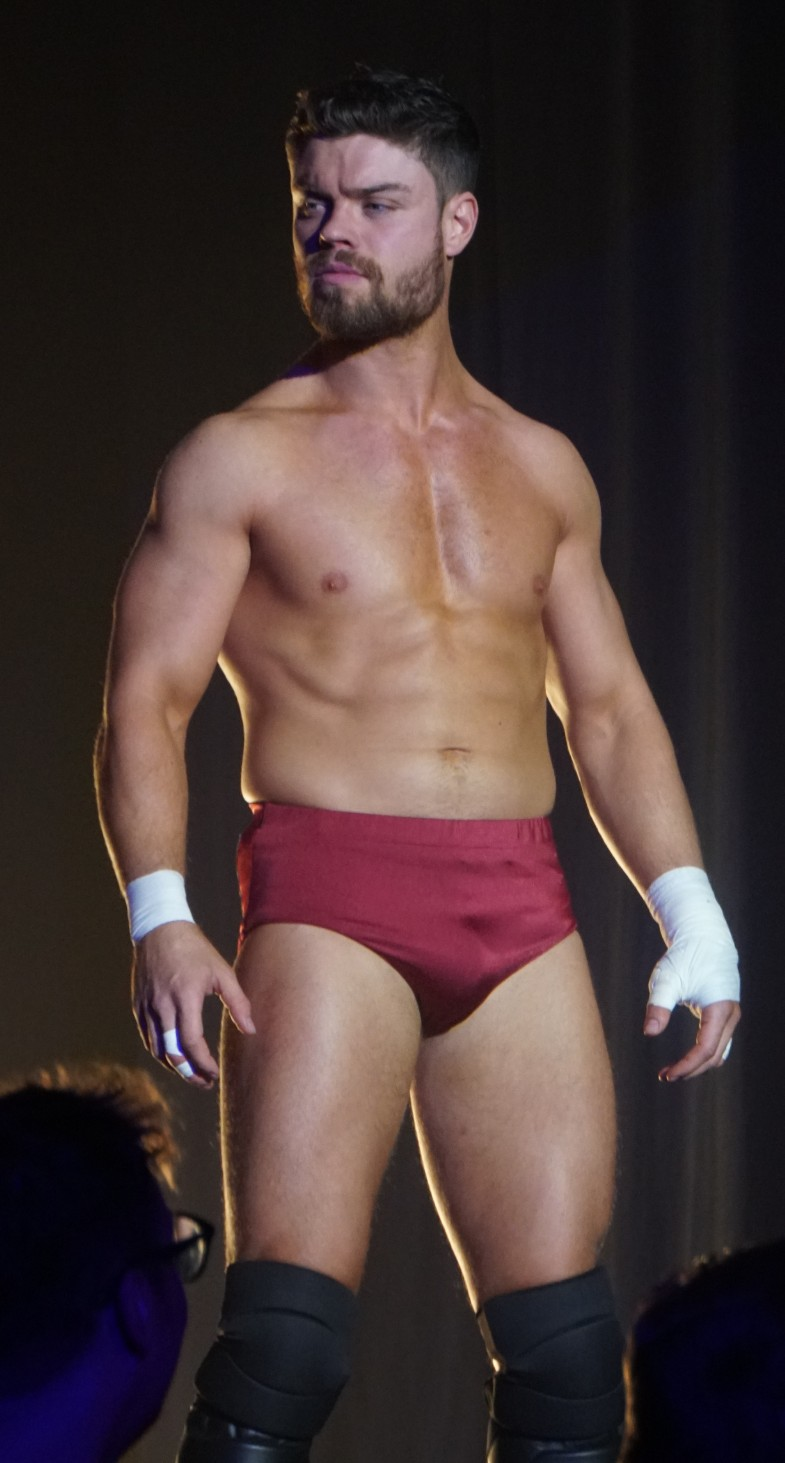
JD McDonagh

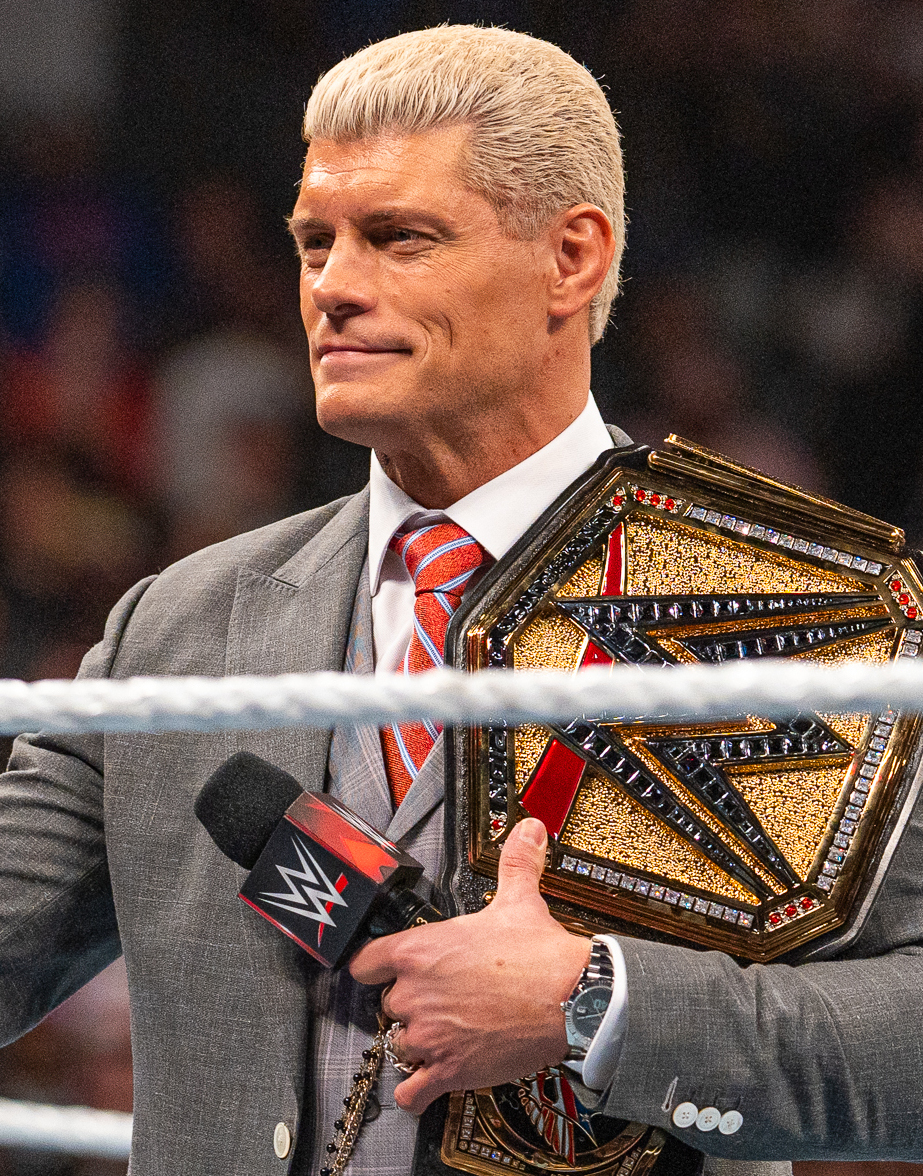
Cody Rhodes

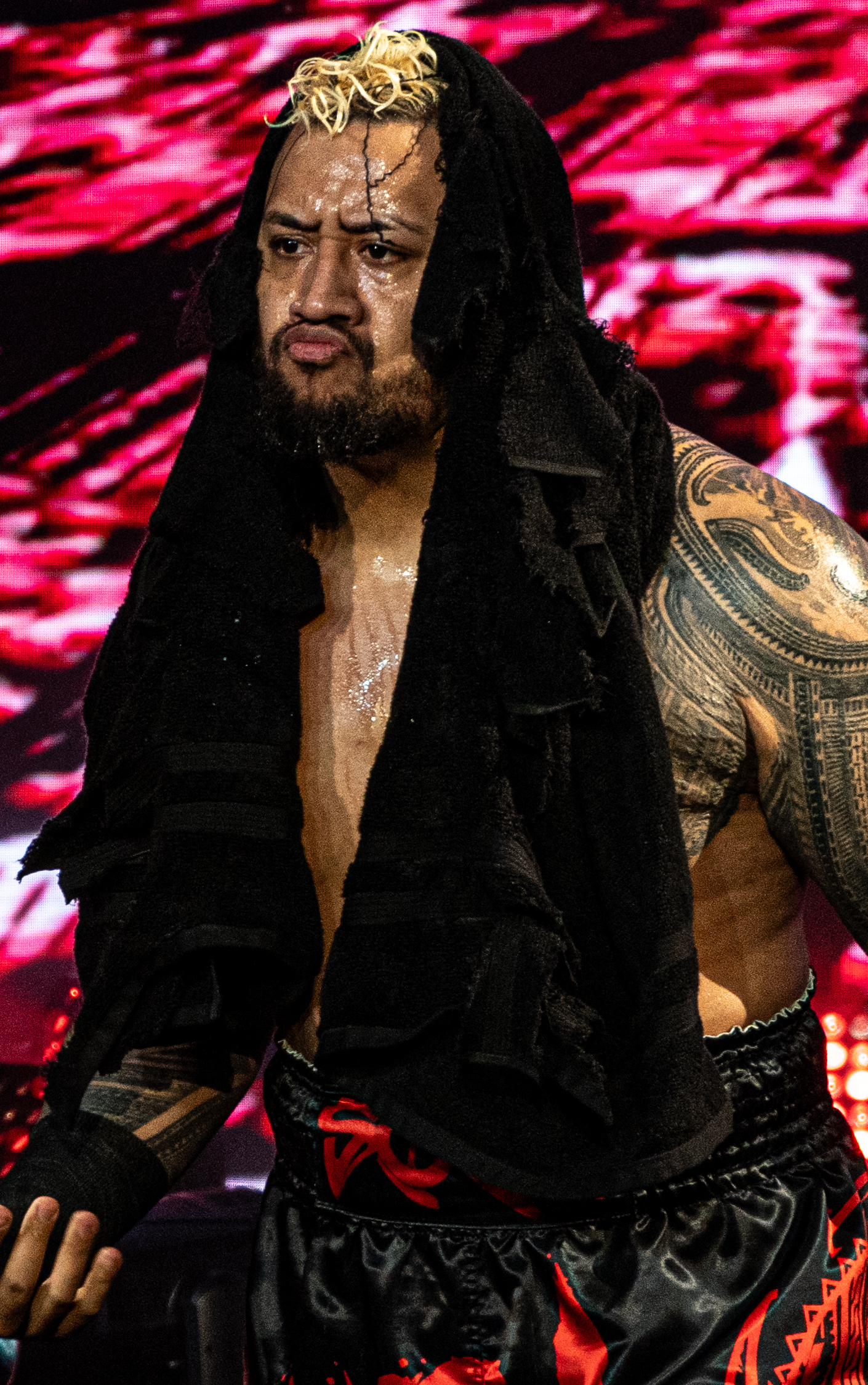
Solo Sikoa

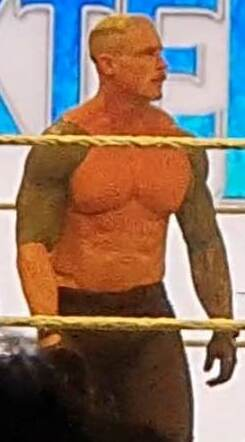
Dexter Lumis

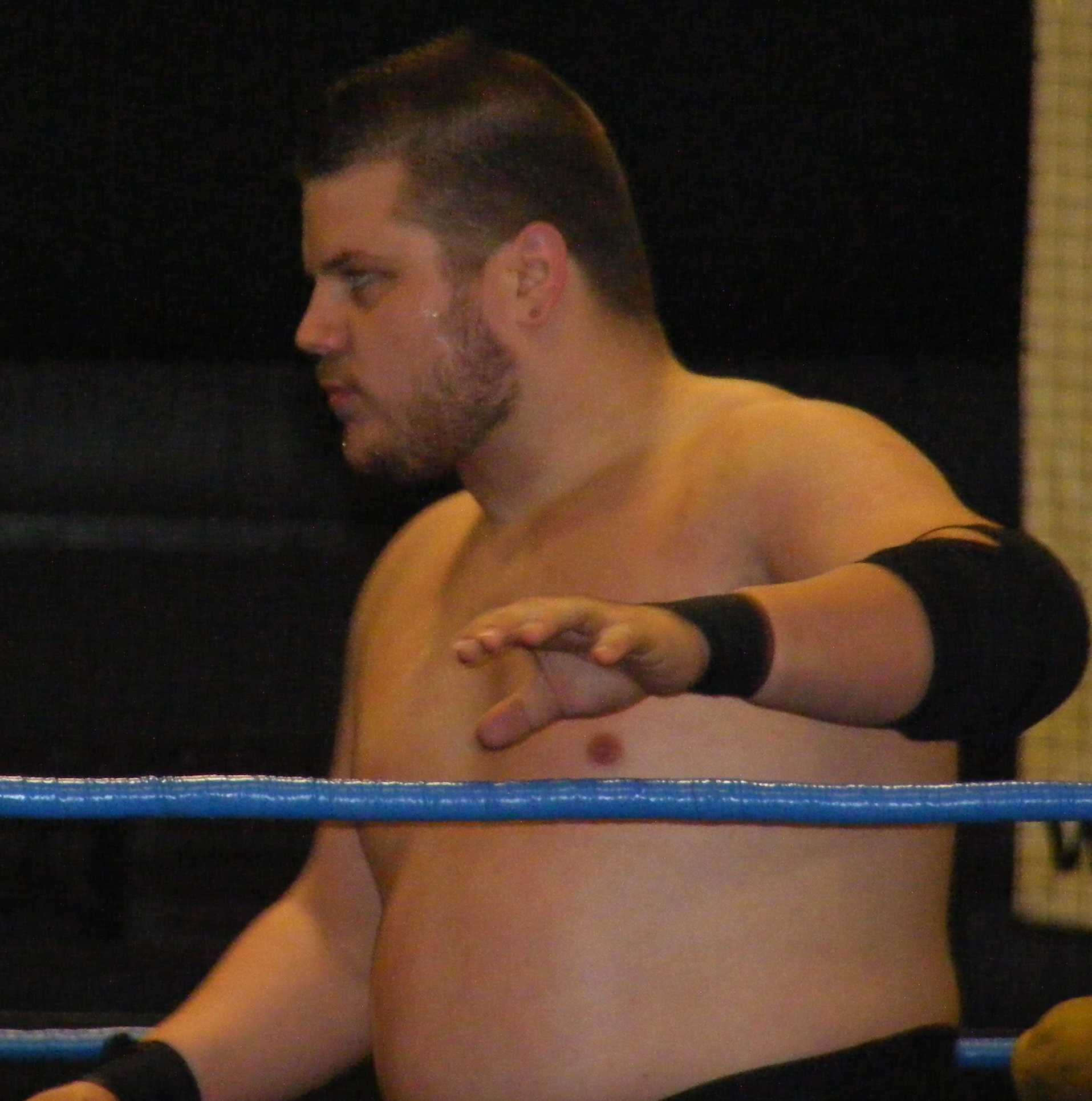
Joe Gacy

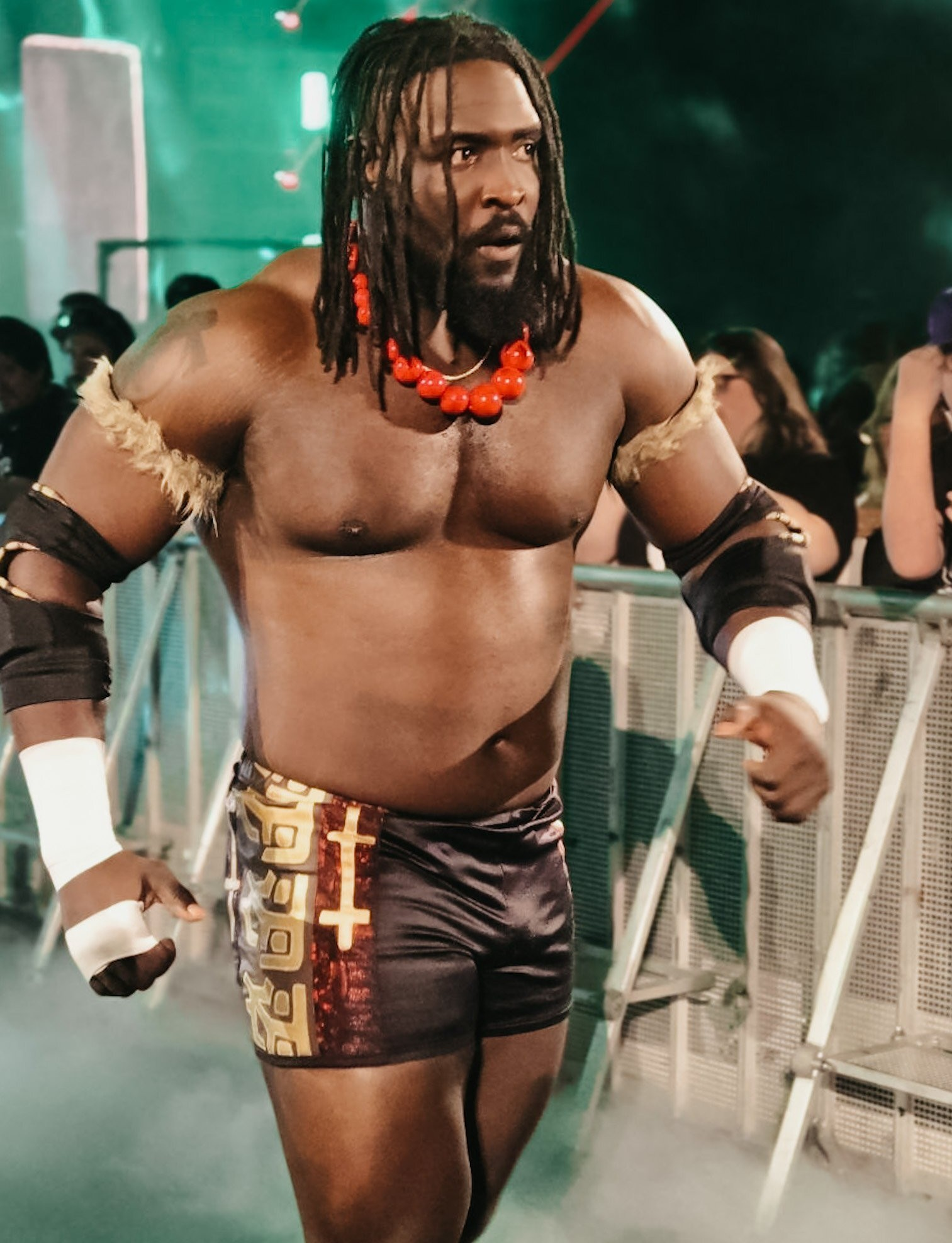
Oba Femi

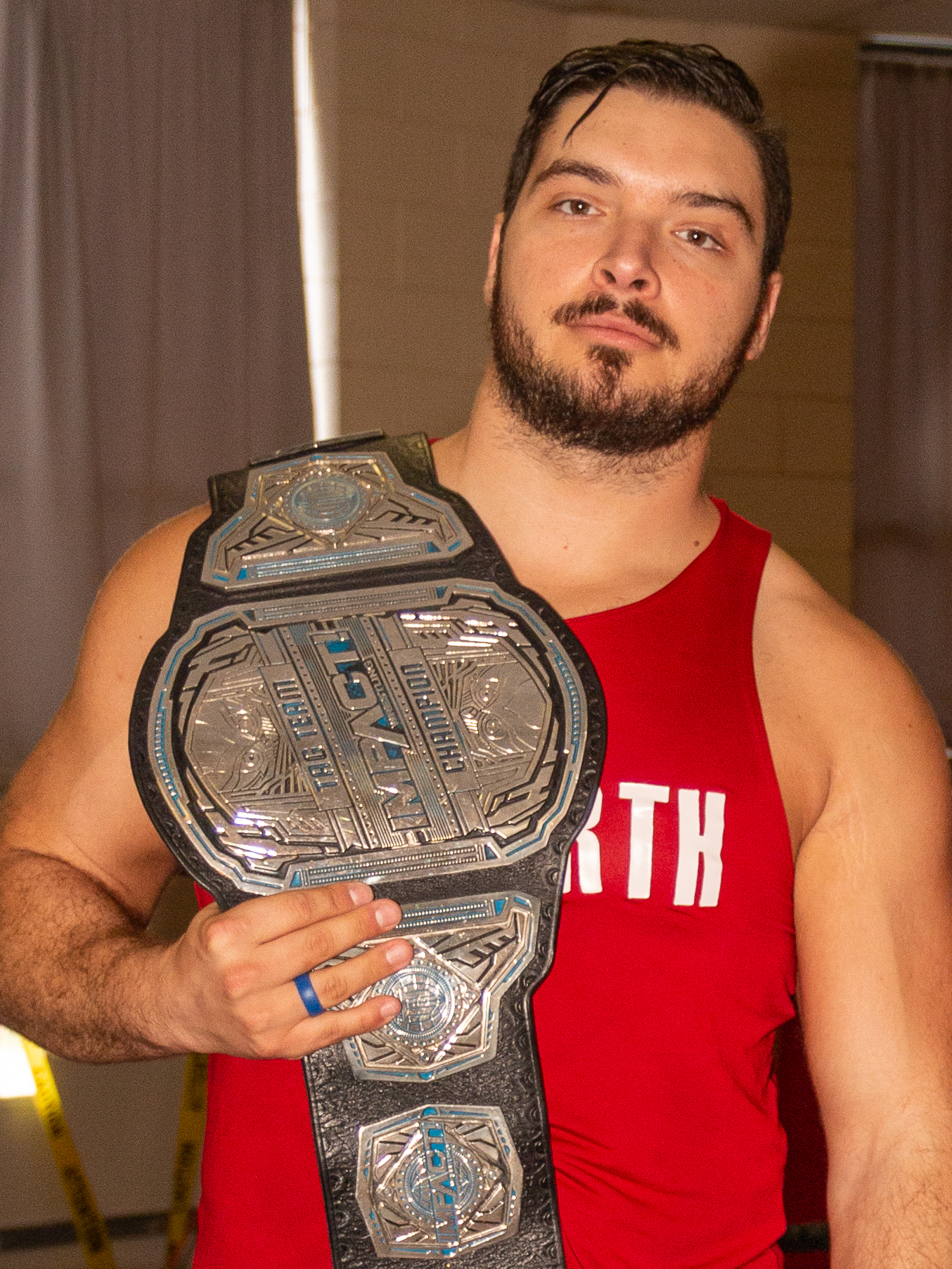
Ethan Page

| Nome no ringue   | Nome real             | Notas                                                  |
| ---------------- | --------------------- | ------------------------------------------------------ |
| AJ Styles        | Allen Jones           |                                                        |
| Akira Tozawa     | Akira Tozawa          |                                                        |
| Austin Theory    | Austin White          |                                                        |
| Bron Breakker    | Bronson Rechsteiner   |                                                        |
| Bronson Reed     | Jermaine Haley        |                                                        |
| Brutus Creed     | Drew Kasper           |                                                        |
| Chad Gable       | Charles Betts         | Campeão Speed (como seu alter ego El Grande Americano) |
| CM Punk          | Phillip Brooks        |                                                        |
| Cruz Del Toro    | Raúl Mendoza          |                                                        |
| Dominik Mysterio | Dominik Gutiérrez     | Campeão Intercontinental                               |
| Dragon Lee       | Não divulgado         |                                                        |
| Erik             | Raymond Rowe Sr.      |                                                        |
| Finn Bálor       | Fergal Devitt         | Campeão Mundial de Duplas                              |
| Grayson Waller   | Matthew Farrelly      |                                                        |
| Gunther          | Walter Hahn           |                                                        |
| Ilja Dragunov    | Ilya Rukober          | Inativo; LCA rompido                                   |
| Ivar             | Todd Smith            |                                                        |
| JD McDonagh      | Jordan Devlin         | Campeão Mundial de Duplas                              |
| Jey Uso          | Joshua Fatu           |                                                        |
| Joaquin Wilde    | Michael Paris         |                                                        |
| Julius Creed     | Jacob Kasper          |                                                        |
| Kofi Kingston    | Kofi Sarkodie-Mensah  |                                                        |
| Logan Paul       | Logan Paul            |                                                        |
| Ludwig Kaiser    | Marcel Barthel        |                                                        |
| Otis             | Nikola Bogojevic      |                                                        |
| Penta            | Não divulgado         |                                                        |
| Pete Dunne       | Peter England         | Produtor do Speed                                      |
| Rey Mysterio     | Óscar Gutiérrez Rubio | Hall da Fama Inativo; virilha rasgada                  |
| Rusev            | Miroslav Barnyashev   |                                                        |
| Sami Zayn        | Rami Sebei            |                                                        |
| Seth Rollins     | Colby Lopez           | Campeão Mundial dos Pesos Pesados                      |
| Sheamus          | Stephen Farrelly      |                                                        |
| Tyler Bate       | Tyler Bate            |                                                        |
| Xavier Woods     | Austin Watson         |                                                        |

#### Divisão Feminina

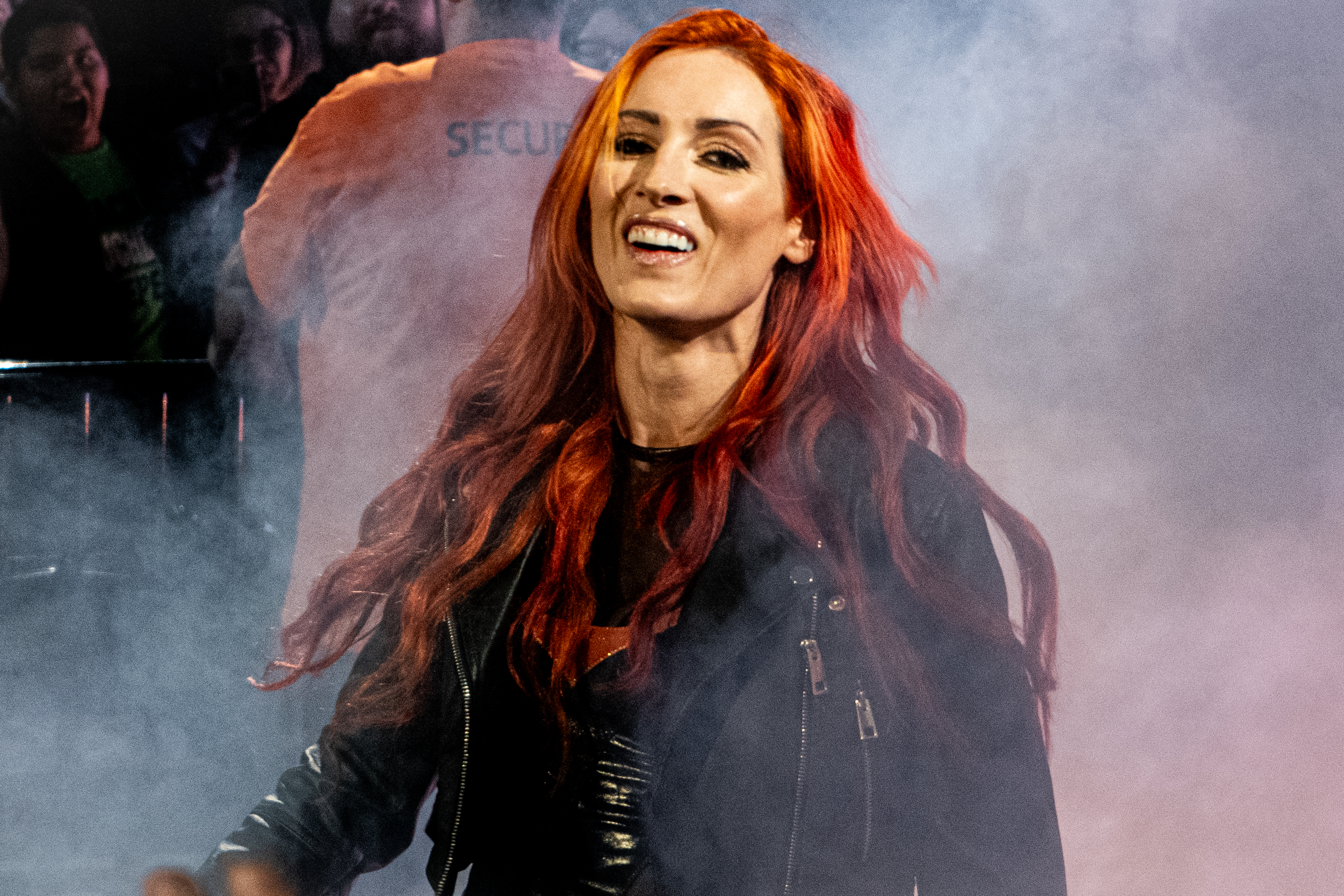
Becky Lynch

Tiffany Stratton

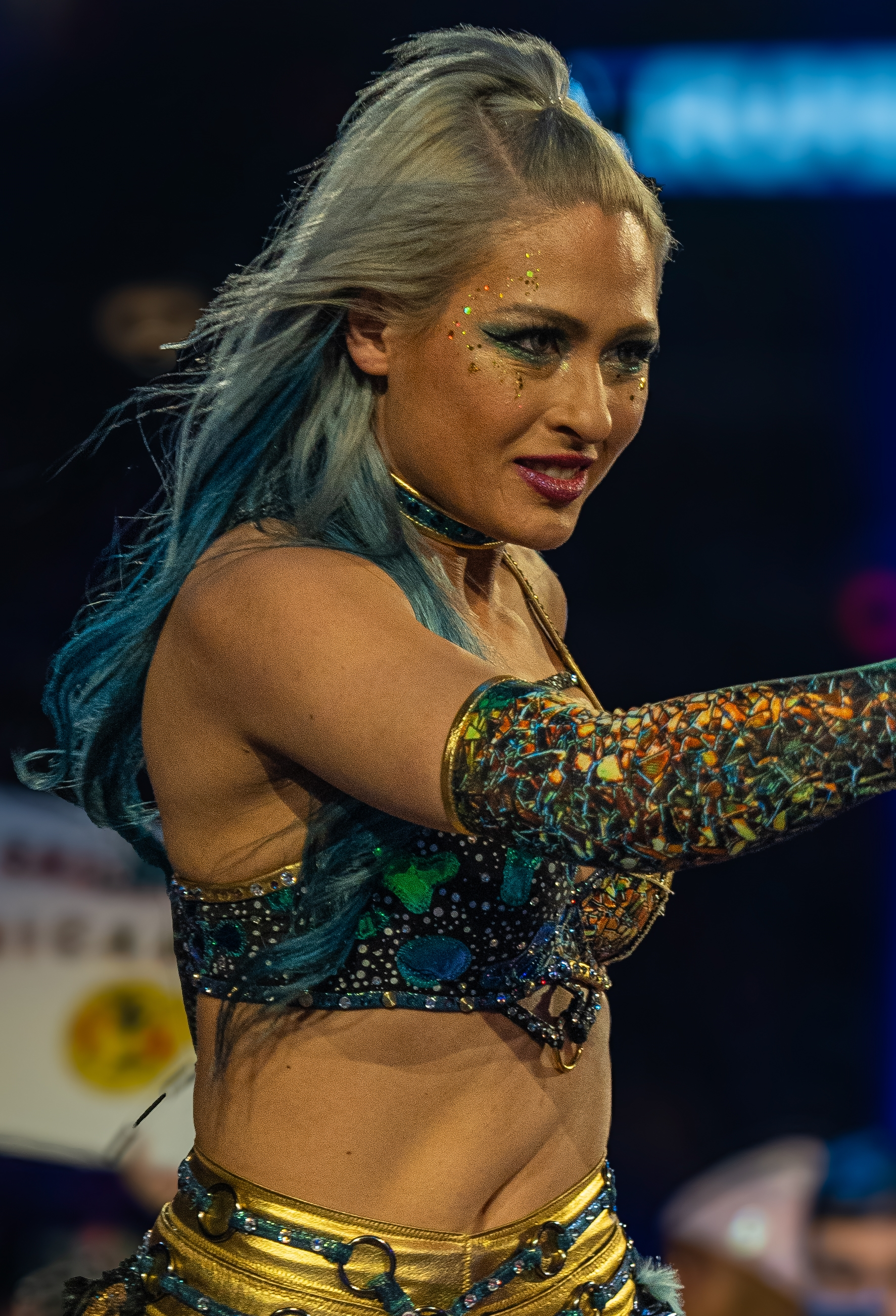
Giulia

Alexa Bliss

Charlotte Flair

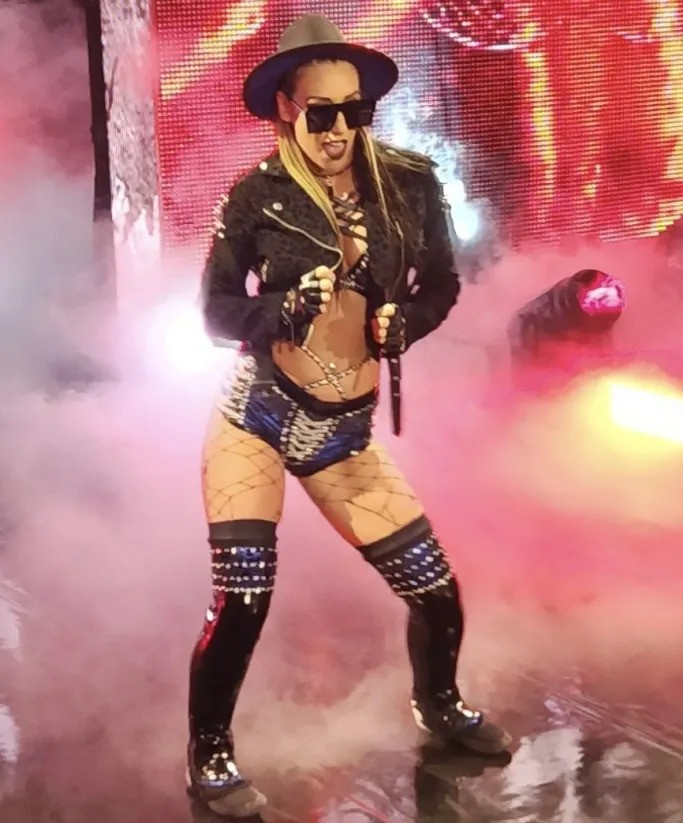
Jacy Jayne

Sol Ruca

| Nome no ringue   | Nome real               | Notas                            |
| ---------------- | ----------------------- | -------------------------------- |
| Asuka            | Kanako Urai             |                                  |
| Bayley           | Pamela Martinez         |                                  |
| Becky Lynch      | Rebecca Quin            | Campeã Intercontinental Feminina |
| Ivy Nile         | Emily Andzulis          |                                  |
| Iyo Sky          | Masami Odate            |                                  |
| Kairi Sane       | Kaori Housako           |                                  |
| Liv Morgan       | Gionna Daddio           | Inativa; ombro deslocado         |
| Lyra Valkyria    | Aoife Cusack            |                                  |
| Maxxine Dupri    | Sydney Zmrzel           |                                  |
| Naomi            | Trinity Fatu            | Inativa; licença-maternidade     |
| Natalya          | Natalie Neidhart-Wilson |                                  |
| Raquel Rodriguez | Victoria González       |                                  |
| Rhea Ripley      | Demi Bennett            |                                  |
| Roxanne Perez    | Carla Gonzalez          |                                  |
| Stephanie Vaquer | Ana Vaquer González     |                                  |
| Zoey Stark       | Theresa Serrano         | Inativa; lesão no joelho         |

#### Outras personalidades no ar
| Nome no ringue | Nome real   | Notas                                                               |
| -------------- | ----------- | ------------------------------------------------------------------- |
| Adam Pearce    | Adam Pearce | Gerente Geral Diretor de eventos ao vivo Produtor                   |
| Paul Heyman    | Paul Heyman | Hall da Fama Manager de Seth Rollins, Bron Breakker e Bronson Reed. |

### SmackDown

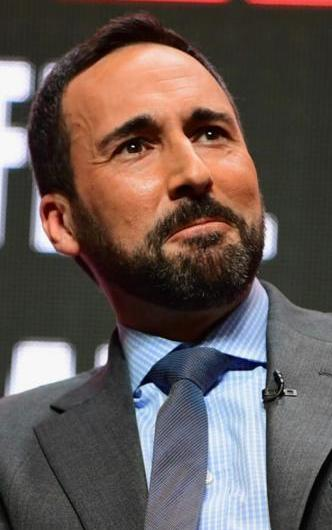
Joe Tessitore

#### Divisão Masculina
| Nome no ringue                   | Nome real               | Notas                            |
| -------------------------------- | ----------------------- | -------------------------------- |
| Aleister Black                   | Tom Budgen              |                                  |
| Alex Shelley                     | Patrick Martin          |                                  |
| Andrade                          | Manuel Andrade Oropeza  |                                  |
| Angel                            | Humberto Garza Solano   | Campeão Mundial de Duplas da AAA |
| Angelo Dawkins                   | Gary Gordon             |                                  |
| Apollo Crews                     | Sesugh Uhaa             | Inativo; peitoral rasgado        |
| Axiom                            | Carlos Ruiz             |                                  |
| Berto                            | Humberto Garza Carrillo | Campeão Mundial de Duplas da AAA |
| Bo Dallas (Uncle Howdy)          | Taylor Rotunda          |                                  |
| Carmelo Hayes                    | Christian Brigham       |                                  |
| Chris Sabin                      | Joshua Harter           |                                  |
| Cody Rhodes                      | Cody Runnels Rhodes     | Campeão Indiscutível da WWE      |
| Damian Priest                    | Luis Martínez           |                                  |
| Dexter Lumis (Mercy the Buzzard) | Samuel Shaw             | Campeão de Duplas da WWE         |
| Drew McIntyre                    | Andrew Galloway IV      |                                  |
| Elton Prince                     | Lewis Howley            | Inativo; lesões não reveladas    |
| Erick Rowan (Ramblin' Rabbit)    | Joseph Ruud             |                                  |
| Jacob Fatu                       | Jacob Fatu              |                                  |
| JC Mateo                         | Jeffrey Cobb            |                                  |
| Jimmy Uso                        | Jonathan Fatu           |                                  |
| Joe Gacy (Huskus the Pig)        | Joseph Ruby             | Campeão de Duplas da WWE         |
| John Cena                        | John Cena               |                                  |
| Johnny Gargano                   | John Gargano            |                                  |
| Kevin Owens                      | Kevin Steen             | Inativo; lesão no pescoço        |
| Kit Wilson                       | Sam Stoker              |                                  |
| LA Knight                        | Shaun Ricker            |                                  |
| The Miz                          | Michael Mizanin         |                                  |
| Montez Ford                      | Kenneth Crawford        |                                  |
| Nathan Frazer                    | Benjamin Timms          |                                  |
| Randy Orton                      | Randal Orton            |                                  |
| Rey Fénix                        | Não divulgado           |                                  |
| Roman Reigns                     | Leati Joseph Anoa'i     |                                  |
| Ron Killings                     | Ronnie Killings         |                                  |
| Santos Escobar                   | Jorge Alcantar Bolly    |                                  |
| Shinsuke Nakamura                | Shinsuke Nakamura       |                                  |
| Solo Sikoa                       | Joseph Fatu             | Campeão dos Estados Unidos       |
| Talla Tonga                      | Taula Koloamatangi      |                                  |
| Tama Tonga                       | Alipate Leone           | Inativo; lesão não revelada      |
| Tommaso Ciampa                   | Tommaso Whitney         |                                  |
| Tonga Loa                        | Tevita Fifita           |                                  |

#### Divisão Feminina
| Nome no ringue               | Nome real            | Notas                              |
| ---------------------------- | -------------------- | ---------------------------------- |
| Alba Fyre                    | Kayleigh Rae         |                                    |
| Alexa Bliss                  | Alexis Cabrera       | Campeã de Duplas Femininas         |
| B-Fab                        | Briana Brandy        |                                    |
| Bianca Belair                | Bianca Crawford      |                                    |
| Candice LeRae                | Candice Dawson       |                                    |
| Charlotte Flair              | Ashley Fliehr        | Campeã de Duplas Femininas         |
| Chelsea Green                | Chelsea Cardona      |                                    |
| Giulia                       | Eimi Matsudo         | Campeã Feminina dos Estados Unidos |
| Jade Cargill                 | Jade Cargill         |                                    |
| Kiana James                  | Kayla Klingensmith   |                                    |
| Michin                       | Stephanie Lee        |                                    |
| Nia Jax                      | Savelina Fanene      |                                    |
| Nikki Cross (Abby the Witch) | Nicola Glencross     |                                    |
| Piper Niven                  | Kimberly Benson      |                                    |
| Tiffany Stratton             | Jessica Woynilko     | Campeã Feminina da WWE             |
| Zelina Vega                  | Thea Trinidad Büdgen |                                    |

#### Outras personalidades na tela
| Nome no ringue | Nome real      | Notas                  |
| -------------- | -------------- | ---------------------- |
| Nick Aldis     | Nicholas Aldis | Gerente Geral Produtor |

### Não exclusivo
A WWE refere-se a talentos não atribuídos especificamente a uma marca como "agentes livres", que podem aparecer em qualquer programa.

#### Divisão Masculina
| Nome no ringue | Nome real          | Notas   |
| -------------- | ------------------ | ------- |
| Brock Lesnar   | Brock Lesnar       | [ 196 ] |
| Omos           | Tolulope Omogbehin |         |

#### Divisão Feminina
| Nome no ringue | Nome real             | Notas   |
| -------------- | --------------------- | ------- |
| Tamina         | Sarona Snuka-Polamalu | [ 201 ] |

## Plantel de desenvolvimento

### NXT

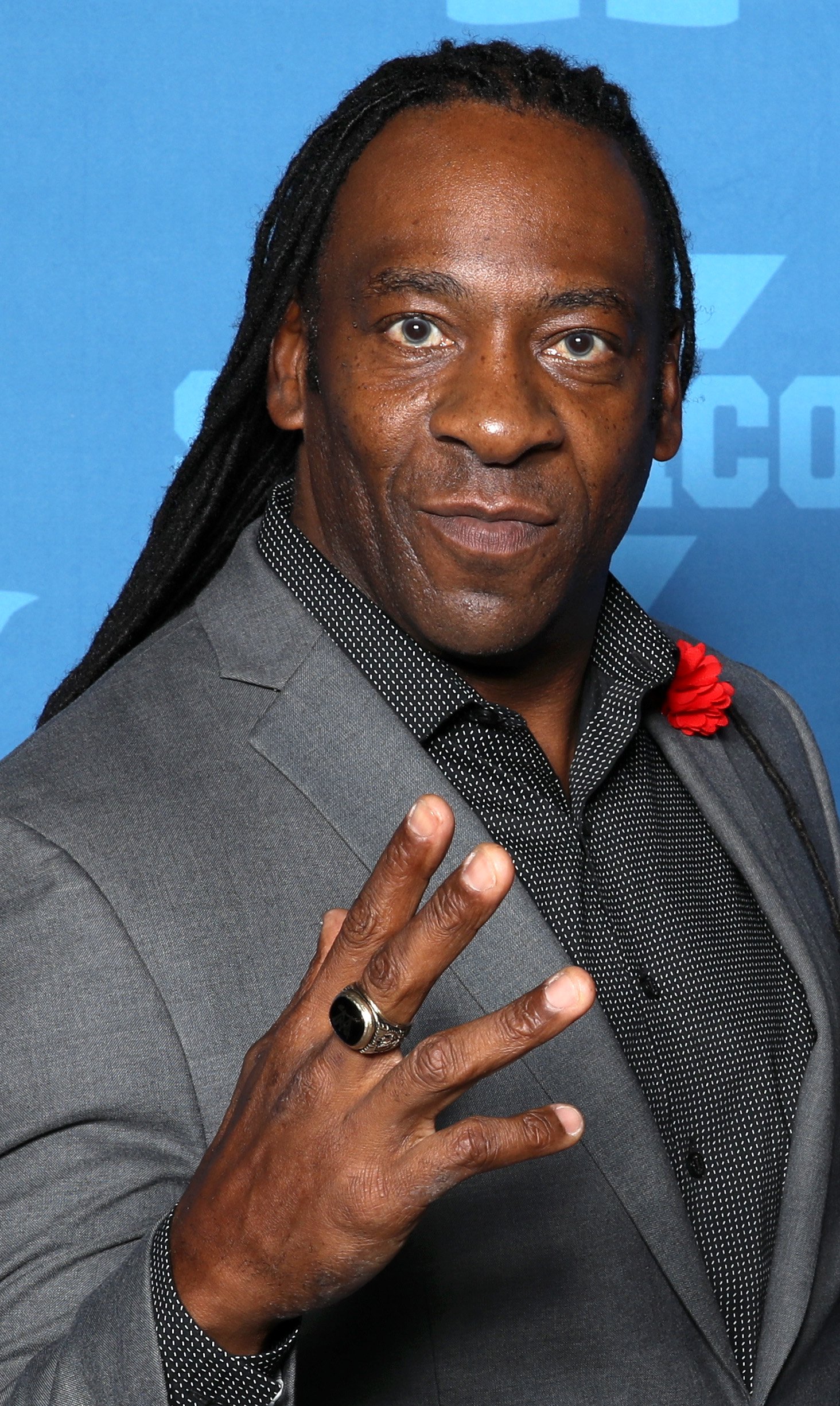
Booker T

A marca NXT tem um acordo de troca de talentos com a Total Nonstop Action Wrestling (TNA). Como resultado, os lutadores da TNA podem aparecer periodicamente na programação do NXT e vice-versa.

#### Divisão Masculina
| Nome de ringue            | Nome real             | Notas                          |
| ------------------------- | --------------------- | ------------------------------ |
| Andre Chase               | Chance Barrow         |                                |
| Bronco Nima               | Edwin Grande          |                                |
| Brooks Jensen             | Benjamin Buchanan     |                                |
| Channing "Stacks" Lorenzo | Mitchell Lavalley     | Campeão da Copa Heritage       |
| Charlie Dempsey           | Bailey Matthews       |                                |
| Cutler James              | Jonah Niesenbaum      |                                |
| Dante Chen                | Sean Hao              |                                |
| Dion Lennox               | Andrzej Hughes-Murray |                                |
| Edris Enofé               | Inyene Umoh           |                                |
| Ethan Page                | Julian Micevski       | Campeão Norte-Americano do NXT |
| Hank Walker               | Joseph Sculthorpe     | Campeão de Duplas do NXT       |
| Jasper Troy               | Antione Frazier       |                                |
| Je'Von Evans              | Malachi Jeffers       |                                |
| Josh Briggs               | Joshua Bruns          |                                |
| Kale Dixon                | Caleb Balgaard        |                                |
| Lexis King                | Brian Zachary Pillman |                                |
| Luca Crusifino            | Roman Macek           |                                |
| Lucien Price              | Nnamdi Oguayo         |                                |
| Malik Blade               | Joshua Dawkins        |                                |
| Myles Borne               | David Bostian         |                                |
| Niko Vance                | Skylor Clinton        |                                |
| Noam Dar                  | Noam Dar              | Inativo; lesão desconhecida    |
| Oba Femi                  | Isaac Odugbesan       | Campeão do NXT                 |
| Osiris Griffin            | Josh Black            |                                |
| Ricky Saints              | Richard Starks        |                                |
| Ridge Holland             | Luke Menzies          |                                |
| Saquon Shugars            | Copeland Barbee       |                                |
| Shawn Spears              | Ronnie Arneill        |                                |
| Tank Ledger               | Joe Spivak            | Campeão de Duplas do NXT       |
| Tavion Heights            | G'Angelo Hancock      |                                |
| Tony D'Angelo             | Joseph Ariola         |                                |
| Trick Williams            | Matrick Belton        | Campeão Mundial da TNA         |
| Tyriek Igwe               | Chukwusom Enekwechi   |                                |
| Tyson Dupont              | Rickssen Opont        |                                |
| Uriah Connors             | Brogan Finlay         |                                |
| Wes Lee                   | Deveon Aikens         |                                |
| Yoshiki Inamura           | Yoshiki Inamura       | Excursão da Pro Wrestling Noah |

#### Divisão Feminina
| Nome de ringue  | Nome real           | Notas                                                        |
| --------------- | ------------------- | ------------------------------------------------------------ |
| Adriana Rizzo   | Anna Keefer         |                                                              |
| Arianna Grace   | Bianca Carelli      |                                                              |
| Blake Monroe    | Mariah Mead         |                                                              |
| Brinley Reece   | Breanna Ruggiero    | Inativa; lesão no ombro                                      |
| Carlee Bright   | Kennedy Cummins     |                                                              |
| Fallon Henley   | Theresa Schuessler  |                                                              |
| Izzi Dame       | Franki Strefling    |                                                              |
| Jacy Jayne      | Taylor Grado        | Campeã Feminina do NXT                                       |
| Jaida Parker    | Tiana Caffey        |                                                              |
| Jazmyn Nyx      | Jade Gentile        |                                                              |
| Jordynne Grace  | Patricia Gresham    |                                                              |
| Karmen Petrovic | Monika Klisara      |                                                              |
| Kelani Jordan   | Lea Mitchell        |                                                              |
| Kendal Grey     | Peyton Prussin      |                                                              |
| Lainey Reid     | Tylynn Register     |                                                              |
| Lash Legend     | Anriel Howard       |                                                              |
| Lola Vice       | Valerie Loureda     |                                                              |
| Nikkita Lyons   | Faith Jefferies     |                                                              |
| Sol Ruca        | Calyx Hampton       | Campeã Norte-Americana Feminina do NXT Campeã Feminina Speed |
| Tatum Paxley    | Natalie Holland     |                                                              |
| Thea Hail       | Madison Knisley     |                                                              |
| Tyra Mae Steele | Tamyra Mensah-Stock |                                                              |
| Wendy Choo      | Karen Yu            |                                                              |
| Wren Sinclair   | Madison Dombkowski  |                                                              |
| Zaria           | Daria Hodder        |                                                              |

#### Outros funcionários no ar
| Nome de ringue | Nome real       | Notas                                                 |
| -------------- | --------------- | ----------------------------------------------------- |
| Ava            | Simone Johnson  | Gerente Geral                                         |
| Mr. Stone      | Robert Strauss  |                                                       |
| Stevie Turner  | Lucy Bridge     |                                                       |
| William Regal  | Darren Matthews | Vice-presidente de desenvolvimento global de talentos |

### Evolve
Evolve serve como a marca para lutadores que estão começando seu treinamento no sistema de desenvolvimento da WWE, com atletas universitários contratados por meio do programa WWE NIL, e lutadores independentes em promoções que funcionam como territórios de desenvolvimento sob o programa WWE ID.

### Divisão Masculina
| Nome de ringue    | Nome real          | Notas |
| ----------------- | ------------------ | ----- |
| Aaron Fara        | Aaron Fara         |       |
| Anthony Luke      | Anthony Luke       |       |
| BJ Ray            | Brayden Ray        |       |
| Brad Baylor       | Brad Baylor        |       |
| Braxton Cole      | Camden Gagnon      |       |
| Bryce Donovan     | Brison Farner      |       |
| Cappuccino Jones  | Desconhecido       |       |
| Chris Island      | Christopher Island |       |
| Drake Morreaux    | Beau Morris        |       |
| Drako Knox        | Drake Starks       |       |
| Elijah Holyfield  | Elijah Holyfield   |       |
| Francois Prinsloo | Francois Prinsloo  |       |
| Harlem Lewis      | Vincent Winey      |       |
| Harley Riggins    | Chase Kline        |       |
| Ice Williams      | Desconhecido       |       |
| It's Gal          | Gal Barkay         |       |
| Jack Cartwheel    | Jack Summit        |       |
| Jackson Drake     | Jackson Drake      |       |
| Jax Presley       | Kyle Klink         |       |
| Jordan Oasis      | Desconhecido       |       |
| Keanu Carver      | Kevin Robertson    |       |
| Lance Anoa'i      | Lance Anoa'i       |       |
| Ricky Smokes      | Desconhecido       |       |
| Sam Holloway      | Samuel Hollowey    |       |
| Sean Legacy       | Sean Rossini       |       |
| Shady Elnahas     | Shady Elnahas      |       |
| Shiloh Hill       | Thunder Keck       |       |
| Tate Wilder       | Case Hatch         |       |
| Trill London      | Atrilleon Williams |       |
| Troy Yearwood     | Troy Yearwood      |       |

### Divisão Feminina
| Nome de ringue  | Nome real         | Notas                  |
| --------------- | ----------------- | ---------------------- |
| Aria Bennett    | Ajiea Hargrave    |                        |
| Bayley Humphrey | Bayley Humphrey   |                        |
| Chantel Monroe  | Derrian Gobourne  |                        |
| Dani Raye       | Danielle Sekelsky |                        |
| Haze Jameson    | Hayley Montoya    |                        |
| Jin Tala        | Leigh Laurel      |                        |
| Kali Armstrong  | Destinee Brown    | Campeã Feminina Evolve |
| Kalyx           | Jessika Heiser    |                        |
| Kylie Rae       | Brianna Sparrey   |                        |
| Layla Diggs     | Breanna Covington |                        |
| Masyn Holiday   | Darci Khan        |                        |
| Penina Tuilaepa | Penina Tuilaepa   |                        |
| Sirena Linton   | Sirena Linton     |                        |
| Summer Sorrell  | Karyn Best        |                        |
| Tatyanna Dumas  | Tatyanna Dumas    |                        |
| Zara Zakher     | Gabriella Crump   |                        |
| Zayda Steel     | Fatima Zahra      |                        |
| Zena Sterling   | Olena Sadovska    |                        |

## Árbitros

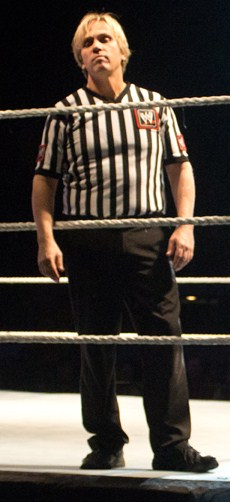
Charles Robinson

| Nome de ringue    | Nome real        | Notas                                         |
| ----------------- | ---------------- | --------------------------------------------- |
| Adrian Butler     | Darryl Sharma    | Árbitro Sênior                                |
| Chad Patton       | Chad Patton      | Árbitro Sênior                                |
| Charles Robinson  | Charles Robinson | Árbitro sênior.                               |
| Chip Danning      | Chris Sharpe     |                                               |
| Dallas Irvin      | Antrone Brewer   |                                               |
| Dan Engler        | Daniel Engler    |                                               |
| Danilo Anfibio    | Danilo Anfibio   |                                               |
| Daphanie Lashaunn | Aja Smith        |                                               |
| Derek Sanders     | Thomas Castor    |                                               |
| Eddie Orengo      | Eddie Orengo     |                                               |
| Felix Fernandez   | Desconhecido     |                                               |
| Jason Ayers       | Jason Ayers      |                                               |
| Jeremy Marcus     | Jeremy Marcus    |                                               |
| Jessika Carr      | Jessika Heiser   |                                               |
| Joey Gonzalez     | Desconhecido     |                                               |
| John Cone         | John Cone        | Gerente Sênior de Relacionamento com Talentos |
| Rod Zapata        | Robert Vista     |                                               |
| Ryan Tran         | Ryan Tran        |                                               |
| Shawn Bennett     | Matthew Bennett  |                                               |

## Equipe de transmissão
A seção a seguir se refere aos locutores que cobrem as transmissões da WWE. Este grupo inclui entrevistadores de bastidores, apresentadores, comentaristas de ringue, locutores de ringue, apresentadores de pré-show e analistas.

### Raw
| Nome de ringue | Nome real              | Notas                                                                            |
| -------------- | ---------------------- | -------------------------------------------------------------------------------- |
| Alicia Taylor  | Alicia Warrington      | Locutora de ringue                                                               |
| Cathy Kelley   | Catherine Kelley       | Entrevistadora de bastidores                                                     |

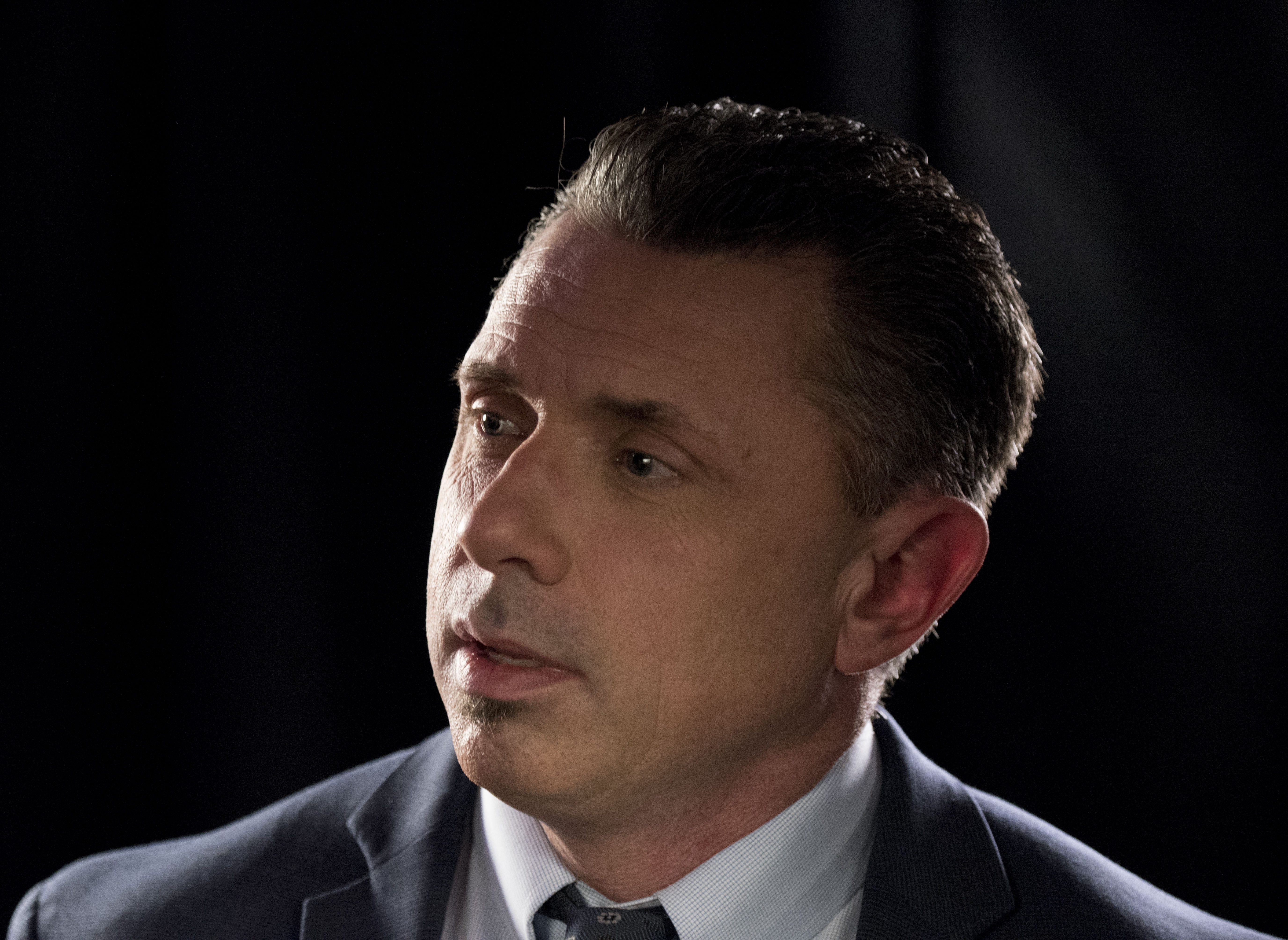
Michael Cole

| Jackie Redmond | Jackie Redmond         | Entrevistadora de bastidores Apresentadora de pré-show para pay-per-views        |
| Michael Cole   | Sean Michael Coulthard | Vice-presidente de Anúncio Comentarista de narração Comentarista de pay-per-view |
| Pat McAfee     | Patrick McAfee         | Comentarista                                                                     |

### SmackDown
| Nome de ringue | Nome real        | Notas                       |
| -------------- | ---------------- | --------------------------- |
| Byron Saxton   | Bryan Kelly      | Entrevistador de bastidores |
| Joe Tessitore  | Joseph Tessitore | Comentarista de narração    |
| Mark Nash      | Mark Shunock     | Locutor de ringue           |
| Wade Barrett   | Stuart Bennett   | Comentarista                |

### NXT
| Nome de ringue  | Nome real           | Notas                                                                                          |
| --------------- | ------------------- | ---------------------------------------------------------------------------------------------- |
| Blake Howard    | Blake Chadwick      | Entrevistador de bastidores Comentarista do Main Event                                         |
| Booker T        | Booker Huffman Jr.  | Comentarista Analista de pré-show para pay-per-views da lista principal Membro do Hall da Fama |
| Corey Graves    | Matthew Polinsky    | Comentarista de narração Comentarista de pay-per-views Comentarista no Speed                   |
| Kelly Kincaid   | Kelly Verbil        | Entrevistadora de bastidores                                                                   |
| Mike Rome       | Austin Romero       | Locutor de ringue                                                                              |
| Sarah Scheriber | Sarah Schreiber     | Entrevistadora de bastidores                                                                   |
| Vic Joseph      | Victor Travagliante | Comentarista de narração                                                                       |

### Outros

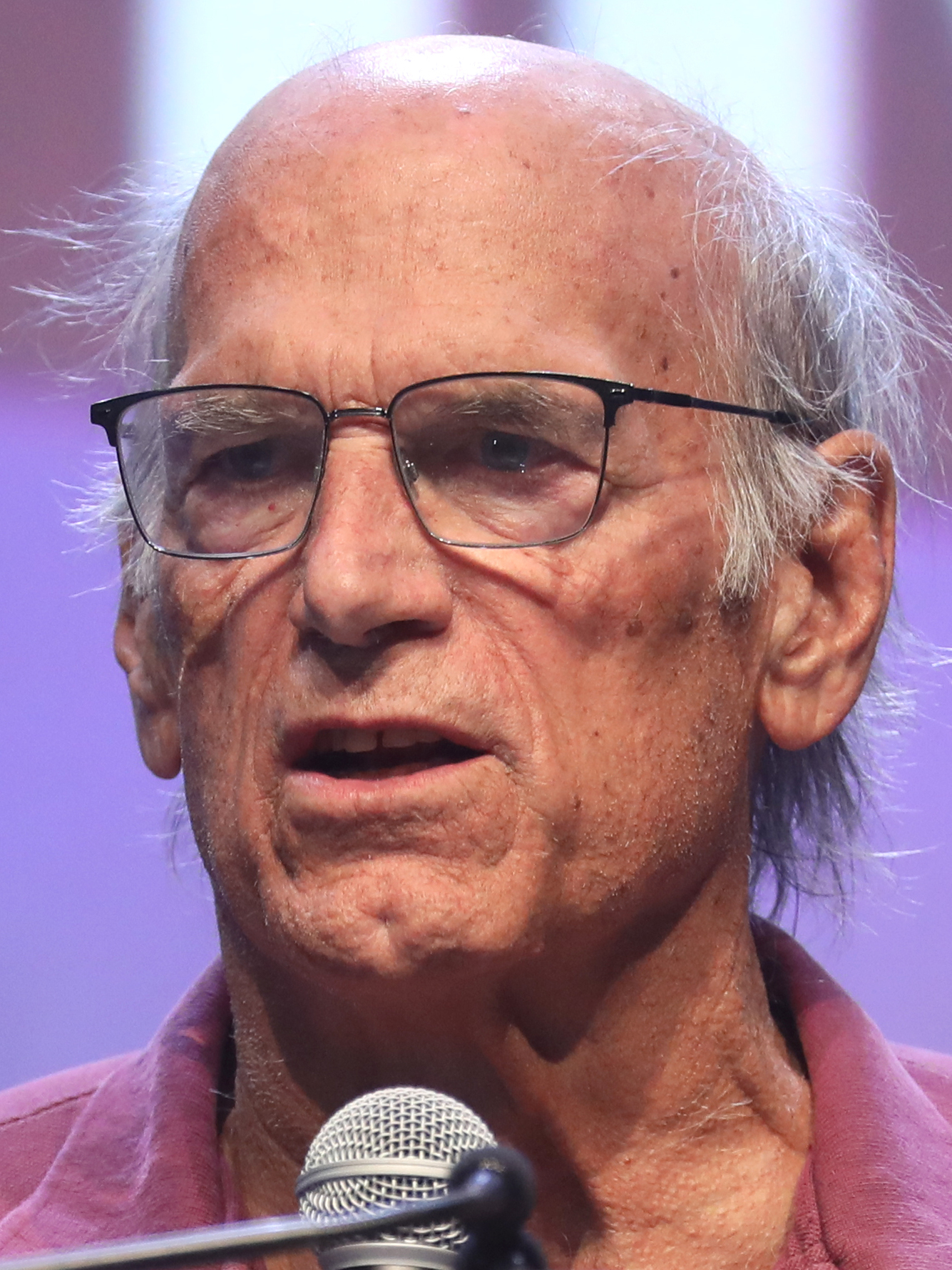
Jesse "The Body" Ventura

| Nome de ringue    | Nome real         | Notas |
| ----------------- | ----------------- | --- |
| Big E             | Ettore Ewen       | Analista de pré-show para pay-per-views                                                                                       |
| Calvin Knie       | Calvin Knie       | Comentarista em língua alemã em pay-per-views                                                                                 |
| Carlo Pamintuan   | Carlo Pamintuan   | Comentarista em língua tagalo em pay-per-views                                                                                |
| Christophe Agius  | Christophe Agius  | Comentarista em língua francesa no Raw, SmackDown e pay-per-views                                                             |
| Dan Vollmayer     | Daniel Vollmayer  | Co-apresentador do The Bump                                                                                                   |
| Funaki            | Shoichi Funaki    | Comentarista em língua japonesa em pay-per-views Apresentador em japonês do This Week in WWE                                  |
| Greg Miller       | Greg Miller       | Anfitrião do WWE This is Awesome                                                                                              |
| Jerry Lawler      | Jerry Lawler      | Analista de pré-show para pay-per-views Hall da Fama                                                                          |
| Jerry Soto        | Jerry Soto        | Comentarista em espanhol no Raw, SmackDown e pay-per-views Co-anfitrião do WWE en Español                                     |
| Jesse Ventura     | James Janos       | Comentarista do Saturday Night's Main Event Hall da Fama Embaixador                                                           |
| Jimena Sánchez    | Jimena Sánchez    | Co-anfitrião do of WWE Saturday Night                                                                                         |
| Lilian Garcia     | Lilian Garcia     | Locutora de ringue para o Saturday Night's Main Event                                                                         |
| Marcelo Rodríguez | Marcelo Rodríguez | Comentarista principal em espanhol no Raw, SmackDown e pay-per-views Co-anfitrião do WWE en Español                           |
| Megan Morant      | Megan O'Brian     | Co-anfitriã do Raw Talk, The Smackown Lowdown, Vintage e do The Bump                                                          |
| Nadir Mohammedi   | Nadir Mohammedi   | Comentarista em língua francesa em pay-per-views                                                                              |
| Peter Rosenberg   | Peter Rosenberg   | Analista de pré-show para pay-per-views Co-apresentador do Superstar Superfan                                                 |
| Phillippe Chéreau | Phillippe Chéreau | Comentarista em língua francesa no Raw e SmackDown                                                                            |
| Rob Armstrong     | Robert Armstrong  | Co-apresentador do WWE The Run-In                                                                                             |
| Ryan Pappolla     | Ryan Pappolla     | Co-apresentador do WWE Now Co-apresentador do The Bump                                                                        |
| Sam Roberts       | Samuel Roberts    | Analista de pré-show para pay-per-views                                                                                       |
| Scott Stanford    | Scott Stanford    | Co-apresentador do Vintage e Bottom Line Co-apresentador do Afterburn, Free for All e This Week in WWE Narrador do Ride Along |
| Stan Sy           | Stanly Sy         | Comentarista em língua tagalo em pay-per-views                                                                                |
| Tim Haber         | Tim Haber         | Comentarista em língua alemã em pay-per-views                                                                                 |

## Embaixadores
Alguns ex-lutadores da WWE ou aposentados que não estão atualmente na lista principal (às vezes anunciados como "WWE Legends") e outras celebridades e personalidades que têm contratos para fazer aparições periódicas - na WWE TV ou em eventos promocionais - servindo como "embaixadores" (representantes públicos/porta-vozes) para a empresa.
| Nome de ringue           | Nome real            | Notas                          |
| ------------------------ | -------------------- | ------------------------------ |
| Bob Backlund             | Robert Backlund      | Hall da Fama                   |
| The Boogeyman            | Martin Wright        | [ 387 ]                        |
| Bubba Ray Dudley         | Mark LoMonaco        | Hall da Fama                   |
| D-Von Dudley             | Devon Hughes         | Hall da Fama                   |
| Eve Torres               | Eve Gracie           | [ 385 ]                        |
| John "Bradshaw" Layfield | John Layfield        | Hall da Fama                   |
| Kevin Nash               | Kevin Nash           | Hall da Fama                   |
| Lex Luger                | Lawrence Pfohl       |                                |
| Maria Menounos           | Maria Menounos       | [ 396 ]                        |
| Maryse                   | Maryse Mizanin       |                                |
| Mosh                     | Charles Warrington   |                                |
| Rick Steiner             | Robert Rechsteiner   | Hall da Fama                   |
| Ricky Steamboat          | Richard Blood Sr.    | Hall da Fama                   |
| Scott Steiner            | Scott Rechsteiner    | Hall da Fama                   |
| Sean Waltman             | Sean Waltman         | Hall da Fama                   |
| Sgt. Slaughter           | Robert Remus         | Hall da Fama                   |
| Tatanka                  | Christopher Chavis   | [ 407 ]                        |
| Tatsumi Fujinami         | Tatsumi Fujinami     | Hall da Fama                   |
| Ted DiBiase              | Theodore DiBiase Sr. | Hall da Fama                   |
| The Undertaker           | Mark Calaway         | Hall da Fama                   |
| Thrasher                 | Glenn Ruth           |                                |
| Titus O'Neil             | Thaddeus Bullard Sr. | Embaixador Global Hall da Fama |

## Equipe criativa
| Nome de ringue      | Nome real            | Notas                                                                       |
| ------------------- | -------------------- | --------------------------------------------------------------------------- |
| Bruce Prichard      | Bruce Prichard       | Diretor-executivo                                                           |
| Drake Maverick      | James Curtin         | Escritor do Raw                                                             |
| Ed Koskey           | Edward Koskey        | Escritor principal do SmackDown                                             |
| Gabe Sapolsky       | Gabriel Sapolsky     | Escritor                                                                    |
| George Carroll      | George Carroll       | Escritor do NXT                                                             |
| Jeremy Borash       | Jeremy Borash        | Diretor Sênior de Conteúdo e Desenvolvimento                                |
| Jim Smallman        | James Smallman       | Escritor                                                                    |
| Johnny Russo        | Johnny Russo         | Escritor principal do NXT                                                   |
| Jonathan Baeckstrom | Jonathan Baeckstrom  | Escritor principal do Raw                                                   |
| Patrick Scott       | Patrick McAlpine     | Writer for SmackDown                                                        |
| Rob Fee             | Robert Fee           | Diretor de Criação de Longo Prazo                                           |
| Ryan Katz           | Ryan Katz            | Produtor criativo do NXT                                                    |
| Ryan Ward           | Ryan Ward            | Escritor do SmackDown                                                       |
| Shawn Michaels      | Michael Hickenbottom | Vice-presidente sênior de desenvolvimento de talentos criativo Hall da Fama |

## Produtores
| Nome de ringue | Nome real          | Notas                                                     |
| -------------- | ------------------ | --------------------------------------------------------- |
| Chris Park     | Christopher Park   | [ 429 ]                                                   |
| Jamie Noble    | James Gibson       |                                                           |
| Jason Jordan   | Nathan Everhart    | Produtor Sênior                                           |
| Kenny Dykstra  | Jeremy Borash      | [ 434 ]                                                   |
| Michael Hayes  | Michael Seitz      | Vice-presidente, Escrita Criativa e Reservas Hall da Fama |
| Molly Holly    | Nora Benshoof      | Hall da Fama                                              |
| Petey Williams | Peter Williams III | [ 30 ]                                                    |
| Robert Roode   | Robert Roode Jr.   | [ 439 ]                                                   |
| Shane Helms    | Gregory Helms      | [ 440 ]                                                   |
| Shawn Daivari  | Dara Daivari       | [ 30 ]                                                    |
| TJ Wilson      | Theodore Wilson    | [ 444 ]                                                   |

## Departamento de música
| Nome de ringue        | Nome real             | Notas                                                                      |
| --------------------- | --------------------- | -------------------------------------------------------------------------- |
| Anthony Mirabella III | Anthony Mirabella III | Produtor musical                                                           |
| Neil Lawi             | Neil Lawi             | Vice-presidente sênior do WWE Music Group Gerente Geral do WWE Music Group |

## Equipe do Performance Center

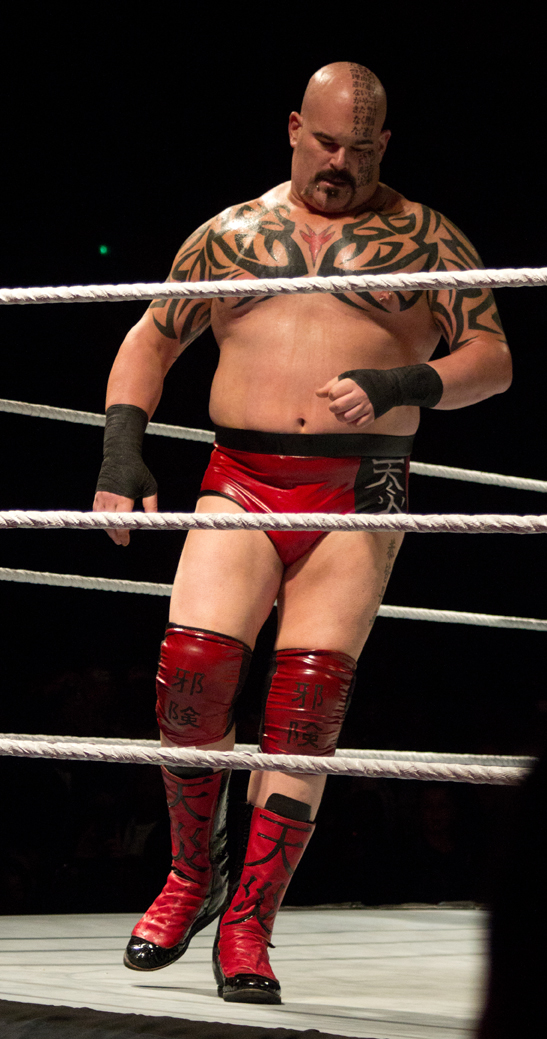
Matt Bloom

Nota: como o NXT é baseado no Performance Center, treinadores e treinadores do PC também podem trabalhar como produtores para essa marca.
| Nome de ringue   | Nome real          | Notas                                                                          |
| ---------------- | ------------------ | ------------------------------------------------------------------------------ |
| Alexander James  | Alexander Winkler  | Treinador/Treinador Assistente                                                 |
| Brian Duncan     | Brian Duncan       | Treinador Atlético Chefe                                                       |
| Fit Finlay       | David Finlay Jr.   | Treinador/Treinador Assistente                                                 |
| Johnny Moss      | John Mossop        | Treinador/Treinador Assistente                                                 |
| Matt Bloom       | Matthew Bloom      | Treinador do Performance Center Vice-presidente de Desenvolvimento de Talentos |
| Norman Smiley    | Norman Smiley      | Treinador/Treinador Assistente                                                 |
| Oney Lorcan      | Christopher Girard | Treinador/Treinador Assistente                                                 |
| Robbie Brookside | Robert Brooks      | Treinador/Treinador Assistente                                                 |
| Sara Amato       | Sara Amato         | Treinador Adjunto                                                              |
| Sarah Barnett    | Sarah Barnett      | Treinador de Força e Condicionamento                                           |
| Steve Corino     | Steven Corino      | Treinador/Treinador Assistente                                                 |
| Tara Halaby      | Tara Halaby        | Treinador atlético Fisioterapeuta                                              |
| Terry Taylor     | Paul Taylor III    | Treinador/Treinador Assistente                                                 |
| Tyler Breeze     | Matthew Clement    | Treinador/Treinador Assistente                                                 |
| Wesley Blake     | Cory Weston        | Treinador/Treinador Assistente                                                 |

## Equipe médica
| Nome                | Nome real           | Notas                      |
| ------------------- | ------------------- | -------------------------- |
| Chris Robinson      | Chris Robinson      | Ringside Physician         |
| Jeffrey Dugas       | Jeffrey R. Dugas    | Associate Medical Director |
| Jeffrey Westerfield | Jeffrey Westerfield | Ringside Physician         |
| Joseph Maroon       | Joseph Maroon       | Medical Director           |

## Equipe corporativa

### Conselho Administrativo
| Nome real            | Notas                |
| -------------------- | -------------------- |
| Alan Wexler          |                      |
| Ignace Lahoud        |                      |
| Jeffrey Speed        |                      |
| JoEllen Lyons Dillon |                      |
| Man Jit Singh        |                      |
| Michelle McKenna     |                      |
| Nick Khan            | Co-Diretor Executivo |
| Steve Koonin         |                      |
| Steve Pamon          |                      |

### Gerenciamento sênior

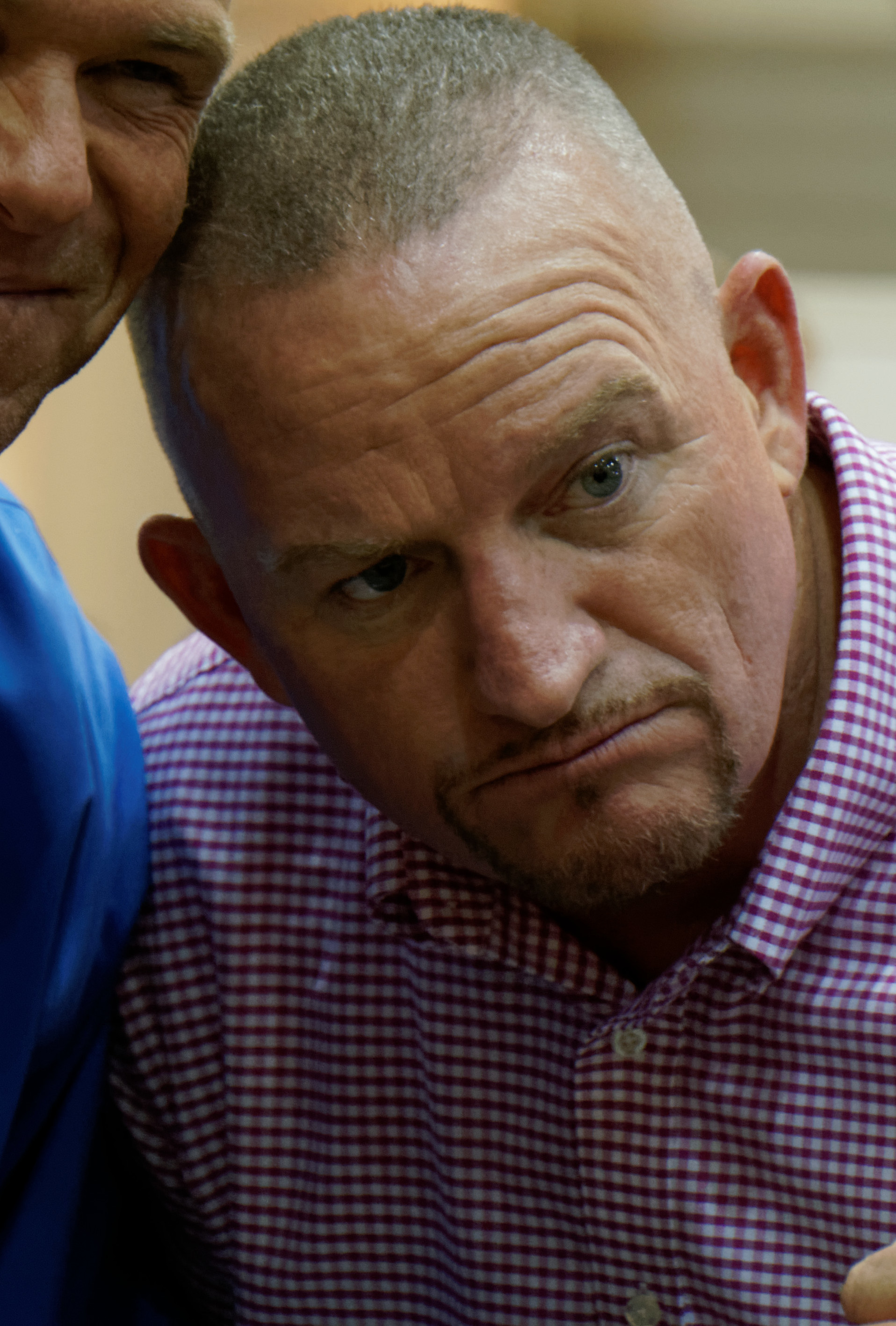
Road Dogg

| Nome real                | Notas                                                                             |
| ------------------------ | --------------------------------------------------------------------------------- |
| Bradley Blum             | Vice-presidente executivo de operações                                            |
| James Kimball            | Vice-presidente sênior de operações e estratégia de talentos                      |
| Justin Scalise           | Vice-presidente executivo de eventos ao vivo                                      |
| Lee Fitting              | Chefe de Mídias e Produção Produtor executivo                                     |
| Maurice Edelson          | Vice-presidente executivo Diretor Jurídico                                        |
| Rajan Mehta              | Diretor chefe de Tecnologia                                                       |
| Road Dogg (Brian James)  | Vice-presidente sênior de eventos ao vivo Hall da Fama Comentarista em Main Event |
| Triple H (Paul Levesque) | Diretor de Conteúdo Diretor Criativo Produtor executivo Hall da Fama              |